# Lophiostoma macrostomum
Lophiostoma macrostomum är en svampart som först beskrevs av Tode, och fick sitt nu gällande namn av Ces. & De Not. 1870. Lophiostoma macrostomum ingår i släktet Lophiostoma och familjen Lophiostomataceae.  Arten är reproducerande i Sverige. Inga underarter finns listade i Catalogue of Life.